# Gaspare Babini
Gaspare Babini (Ravenna, 8 marzo 1912 – Ravenna, 22 luglio 1999) è stato un ciclista su strada italiano, attivo come indipendente tra il 1931 e il 1936.

## Carriera
Corridore completo e di fondo, inizia la carriera ciclistica nel 1928. Nel 1929 corre con il Velo Sport Reno di Bologna. Nel giugno 1931 a Cernobbio diventa campione italiano junior; nello stesso anno è sesto al Giro dell'Emilia. Ad agosto, a seguito di un incidente stradale, cade riportando la frattura della clavicola sinistra. Nel 1932 vince la Coppa del Fascio a Bazzano e il Circuito del Piave a Belluno, ed è quarto alla Roma-Ascoli Piceno e quinto nella Coppa d'Inverno a Milano. Nel 1933 è vittima di un nuovo incidente stradale: durante la Coppa Zucchi riporta la frattura del femore.
Nel 1934 ottiene la licenza di indipendente correndo per il V.S. Reno. A marzo si classifica 17º a pari merito alla Milano-Sanremo, ma in aprile un nuovo incidente gli causa la frattura della clavicola destra. Riprende a giugno concludendo la stagione con alcuni successi (come la Coppa del Podestà di Bazzano) e altri onorevoli piazzamenti (come il quinto posto nel Giro delle Due Province di Prato e il sesto al Giro di Romagna). Nel 1935 è secondo al Gran Premio Masetti a Casalecchio di Reno, mentre nel 1936 si classifica terzo al Giro del Veneto.

## Palmarès
- 1930 (dilettanti)

Circuito del Piave

## Piazzamenti

### Classiche monumento
- Milano-Sanremo

1934: 17º